# Chikuhei Nakajima
Chikuhei Nakajima (中島 知久平, Nakajima Chikuhei), né le 1er janvier 1884 dans le district de Nitta  dans la préfecture de Gunma au Japon et décédé d'une hémorragie intra-cérébrale à l'âge de 65 ans le 29 octobre 1949 à Tokyo, est un ingénieur, industriel, officier de marine et homme politique japonais qui fonda la compagnie aéronautique Nakajima en 1917, l'un des plus importants fournisseurs d'avions de l'empire du Japon. 

## Biographie
Nakajima est né en 1884 dans le district de Nitta dans la préfecture de Gunma (aujourd'hui dans la ville d'Ōta) d'un père agriculteur. Il sortit diplômé de l'école impériale d'ingénieurs du Japon en 1903. Il devint ensuite lieutenant dans la marine impériale japonaise en 1909. Le 27 octobre 1911, il pilota le premier ballon dirigeable du Japon. Il fut aussi promu Ittō Kaisa (capitaine de vaisseau) fin 1911. Après avoir étudié à l'école navale impériale du Japon en 1912, il fut envoyé en voyage d'études aux États-Unis et devint ainsi le troisième Japonais à recevoir une licence de pilote après être passé dans une des écoles fondées par Glenn Curtiss. De retour au Japon, il dessina une version améliorée de l'hydravion de Farman pour la marine impériale japonaise. Nakajima fut envoyé en Europe en 1916 en qualité d'attaché militaire pour étudier les premières utilisations militaires de l'aviation. À son retour au Japon en 1917, il démissionna de l'armée et fonda une compagnie de production d'avion dans sa ville natale d'Ōta dans la préfecture de Gunma. Nakajima reçut un soutien financier de l'ingénieur Seibei Kawanishi et la compagnie fut nommée Nihon Hikoki Seisakusho KK  ( "manufacture d'avions du Japon"). L'entreprise devint la compagnie aéronautique Nakajima après la séparation des partenaires en 1919 et reçut la même année une première commande de 20 appareils de la part de l'armée japonaise. 
Nakajima brigua pour la première fois une fonction politique lors des élections législatives japonaises de 1930 et fut élu à la chambre des représentants de la Diète du Japon grâce au soutien du parti politique Rikken Seiyūkai. Il laissa le contrôle de sa compagnie à son frère cadet en 1931 afin de consacrer tous ses efforts à la politique et fut réélu quatre fois à la tête du district électoral no 1 de Gunma.
De juin 1937 à janvier 1939, Nakajima fut ministre des Chemins de fer dans le gouvernement de Fumimaro Konoe. Il dirigea aussi une influente faction politique au sein du Rikken Seiyūkai et fut décoré de l'ordre du Trésor sacré (2e classe).
Nakajima critiqua beaucoup la décision du Japon de déclarer la guerre aux États-Unis et mit en garde contre le danger que représentait la puissance industrielle et les capacités de production de l'Amérique. Bien que Nakajima fut forcé de rejoindre la Taisei Yokusankai, il critiqua la nouvelle organisation politique. Bien que Nakajima reconnut les avantages du système à parti unique, il l'accusa d'être anticonstitutionnel et de vouloir mettre en place un nouveau shogunat.
Après la défaite de 1945, le premier ministre Naruhiko Higashikuni demanda à Nakajima d'accepter de devenir ministre des Munitions (ce qu'il fit pendant une semaine avant que le ministère ne soit aboli) et ministre du Commerce et de l'Industrie (cette fois-ci pendant un peu plus d'un mois). Par la suite, il fut arrêté par les forces alliées et incarcéré à la prison de Sugamo pour allégation de crimes de guerre (comme tous les autres membres du gouvernement). Nakajima fut relâché sur parole avant son procès en 1947. Il meurt en 1949 d'une hémorragie intra-cérébrale à son domicile de Mitaka à Tokyo à l'âge de 65 ans. Il est inhumé au cimetière de Tama à Fuchū.